# 京都市立南大内小学校
京都市立南大内小学校（きょうとしりつ みなみおおうちしょうがっこう）は、京都府京都市南区八条内田町にある公立小学校。

## 沿革
- 1924年（大正13年） - 京都市立大内尋常小学校大内分教場として創立。
- 1928年（昭和3年） - 京都市立大内第三尋常小学校として独立。
- 1941年（昭和16年） - 京都市立南大内国民学校と改称。
- 1947年（昭和22年） - 京都市立南大内小学校と改称[1]。

## 卒業後の進路
卒業後は基本的に京都市立八条中学校に進学する。

## 通学区域が隣接している学校
- 京都市立唐橋小学校
- 京都市立九条塔南小学校
- 京都市立九条弘道小学校
- 京都市立梅小路小学校